# パノララ
パノララは、柴崎友香の長編小説。

## あらすじ
田中真紀子は、友人イチローの実家である木村家に一人暮らしのため間借りすることになった。木村家には三兄弟がおり、その末娘の絵波は映画監督を目指していた。絵波は、映画制作集団を主宰する吉永隼人に会うため、真紀子と共に彼の元を訪れる。当初、絵波は吉永隼人を実の父親ではないかと疑っていた。
木村家の妻であり、女優の志乃田みすずは、若い頃に吉永隼人と共演していた。その頃、志乃田は夫の将春のもとを離れ、絵波を産んで木村家に戻ったという過去を持つ。
しかし、吉永隼人の映画制作集団はカルト集団化しており、有名女優の娘である絵波を快く思わない者もいた。そんな中、絵波が制作した映画が吉永隼人に評価され、映画祭に出品されることになる。それを知ったカルト集団の大学生ヤマモトは絵波を狙い、駅のホームで彼女を殺傷してしまう。
事件の日、真紀子は多元宇宙の渦に巻き込まれたかのように、わずかにずれのある昨日が今日として何度も繰り返されるのを体験する。翌朝起きても、まるで昨日の朝から時間が巻き戻ったかのように一日が始まる。しかも、身体は自由に動かず、そうしてはいけないと思っても、昨日の行動を繰り返してしまうのだった。
そんな地獄のようなパラレルワールドから真紀子を救い出したのは、イチローの姉である文だった。救い出された後の世界は、飼い亀が二匹になっていたり、O線が地下鉄になっていなかったりと、以前の世界とは少し異なっていた。パラレルワールドでの体験と、わずかに変化した世界の影響から、真紀子は兵庫の実家の両親からの束縛を逃れ、自分の道を歩むことを決意する。

## 登場人物
- 田中真紀子 - 主人公の独身の女の子。政治家と同じ名前だが、地味で可愛らしいキャラ。
- 木村イチロー - 真紀子の友達。間借りした部屋の息子。
- 木村文 - イチローの姉。ワープする特殊能力を持っている。
- 木村絵波 - イチローの妹。
- 吉永隼人 - 映画監督。
- 志乃田みすず - イチローの母。女優。

## 題名について
不可解な題名は、「パノラマ」写真の言い間違えから来ている。「パノララ」は造語で、作中、主人公田中真紀子の上司の林さんの先輩で、俳優かつ映画監督の吉永隼人の息子の青空くんが、「パノラマ」を舌足らずで言ったことばだが、実は真紀子の持っていたパノラマ写真は、普通の写真機の性能上、現実そのものを写し出せなかった。つまり、時間がずれてカメラをパンして取られる合成写真のため、風景が止まっているならともかく、現実の風景は刻々と変わり行くため、現実ではない「パノラマ」じみた写真がとれるのである。なお、このような偽パノラマ写真像という意味が、この「パノララ」という題名の意味に込められているかどうかは、定かではない。